# خانه سلطانی
خانه سلطانی مربوط به دوره قاجار است و در بروجرد، محله چنارسوخته، کوچه ثقة الاسلامی، پلاک ۴۸، ۵۰، ۵۲ واقع شده و این اثر در تاریخ ۶ دی ۱۳۵۵ با شمارهٔ ثبت ۱۳۲۸ به‌عنوان یکی از آثار ملی ایران به ثبت رسیده است.